# Christian Gottfried Grabener
Christian Gottfried Grabener (* 15. April 1714 in Freiberg; † 30. November 1778 in Naumburg (Saale)) war ein deutscher Pädagoge.

## Leben
Christian Gottfried Grabener war ein Sohn des deutschen Pädagogen Theophilus Grabener. Er besuchte die Fürstenschule in Meißen, wo er Gellert und Rabener kennenlernte und mit ihnen Freundschaft schloss. Danach widmete er sich an der Universität Leipzig der Theologie, beschäftigte sich aber auch mit dem Studium der alten Sprachen und der Altertumswissenschaft, da er sich um eine Stelle als Universitätslehrer zu bemühen gedachte. Zu diesem Zweck erwarb er sich nach der Beendigung seiner Studien nach der Vorschrift durch die unter dem Vorsitz des  Professors Klausing durchgeführte Verteidigung einer antiquarisch-geographischen Abhandlung (Dissertatio ad Genesis XII, 6. 7, Leipzig 1737) die philosophische Magisterwürde. Ferner suchte er sich durch eine weitere, auf das Gerichtswesen der Römer bezügliche Abhandlung (Dissertatio continens stricturas antiquariis de commentariis actorum veterum in foro litigantium, Leipzig 1738) der gelehrten Welt zu empfehlen.
Da es Grabener aber ebenso wenig wie seinem Vater gelang, seine Absicht bei der Universität zu erreichen, nahm er 1738 die Stelle eines Konrektors an der Stadtschule in Meißen an. Auch setzte er seine Forschungen in der Altertumswissenschaft fort, wie seine in diese Zeit fallenden Gelegenheitsschriften zeigen:
- Programma de honoroficentissimo patris titulo, Meißen 1739
- Epistola gratulatoria de fratribus longis, Meißen 1741
- Programma de posca, Meißen 1741
- De Epimenide Athenarum lustratore animadversiones antiquariae ad Diogenis Laertii I, 10, Meißen 1742

1742 wurde Grabener zum Rektor der Lateinschule in der Neustadt zu Dresden ernannt. Neben der Verwaltung seines Amtes war er auch weiterhin als Schriftsteller tätig. Seine Aufmerksamkeit scheint sich hier insbesondere der allmählich mehr Beachtung findenden altdeutschen Literatur zugewandt zu haben, weil seine Abhandlungen über den Sängerkrieg auf der Wartburg (Programma I–III de Bello Wartenburgensi, Dresden 1745) und über das Heldenbuch (Programma I–VI de libro heroico, Heldenbuch vocato, Dresden 1744–47) eine genaue Kenntnis dieser Literaturgattung verraten. Seine Ansichten über das Heldenbuch stießen bei Johann Christoph Gottsched auf Ablehnung und verwickelten ihn mit diesem in einen unerquicklichen Federstreit, der von Gottsched in seiner Zeitschrift Neuestes aus der anmutigen Gelehrsamkeit (Bd. 12) und von Grabener in Baumgartens Nachrichten von merkwürdigen Büchern (Bd. 3) geführt wurde. Aus dieser literarischen Auseinandersetzung erwuchs der Wissenschaft aber kein Gewinn.
Grabener verfasste auch Untersuchungen über historisch-antiquarische Themen, wie über die Leibwache der römischen und byzantinischen Kaiser (Dissertatio de nomine ac origine protectorum s. satellitum Imperatorum Romanorum et Constantinopolitanorum, Dresden 1751; Dissertatio de scholis protectorum, Dresden 1751) und über den Reichsverweser Heinrich Raspe (De Henrico Raspone, Sacri Imperii per Germaniam procuratore, Dresden 1748). Die Biographie seines Vaters  (Evocationum divinarum … notatio, Dresden 1751) ist gut durchgeführt. Nach wie vor trieb er auch theologische Studien und verfasste auf diesem Fachgebiet folgende Abhandlungen:
- Commentationes I et II de acoluthis, Dresden 1748–49
- Programma de carminibus apostolicis, Dresden 1749
- Programma de formula Κυριε ἐλεεισον, Dresden 1750
- Programma de portis coeli, Dresden 1750

Grabeners wissenschaftliches Bestreben und seine gründlichen Kenntnisse in der Pädagogik fanden Anerkennung und veranlassten 1751 seine Berufung zum Konrektor der Schulpforte und 1761 seine Ernennung zum Rektor derselben Anstalt. Dieses Amt scheint ihn völlig in Anspruch genommen zu haben. Auch nahm ihm wohl sein vorgerücktes Alter die Lust zu schriftstellerischen Arbeiten, denn es ist nur eine einzige Schrift bekannt, die er während der Zeit seiner Wirksamkeit an der Schulpforte herausgab, nämlich eine Rede über den 1555 in Augsburg geschlossenen Religionsfrieden (Oratio de Germania ante CC annos divinitus pacata, Naumburg 1755).
Die Freundschaften, die Grabener in der Schule und an der Universität geschlossen hatte, dauerten sein ganzes Leben hindurch. Er starb am 30. November 1778 im Alter von 64 Jahren auf der Schulpforte.